# Grytsjön (Stjärnorps socken, Östergötland)
Grytsjön är en sjö i Linköpings kommun i Östergötland och ingår i Motala ströms huvudavrinningsområde. Sjön har en area på 0,123 kvadratkilometer och ligger 85,9 meter över havet.

## Delavrinningsområde
Grytsjön ingår i det delavrinningsområde (649602-148370) som SMHI kallar för Mynnar i Trosbyån. Medelhöjden är 103 meter över havet och ytan är 7,22 kvadratkilometer. Det finns inga avrinningsområden uppströms utan avrinningsområdet är högsta punkten. Vattendraget som avvattnar avrinningsområdet har biflödesordning 4, vilket innebär att vattnet flödar genom totalt 4 vattendrag innan det når havet efter 77 kilometer. Avrinningsområdet består mestadels av skog (89 procent). Avrinningsområdet har 0,12 kvadratkilometer vattenytor vilket ger det en sjöprocent på 1,7 procent.